# الغفوة

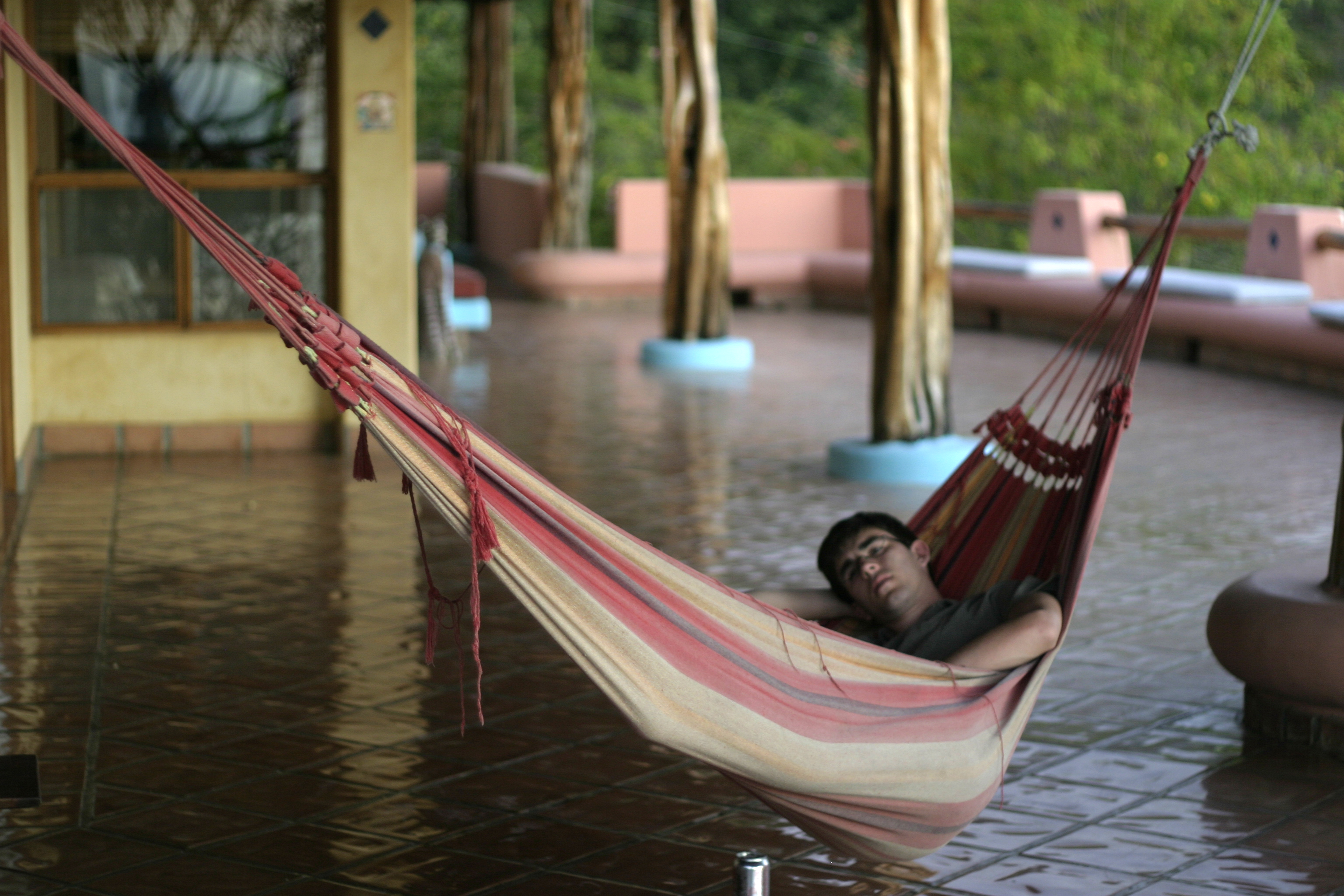

الغفوة هي فترة نوم قصيرة وتؤخذ عادة خلال ساعات الزوال بالإضافة إلى فترة النوم الليلي المعتاد، وغالبا ما تؤخذ الغفوة كرد فعل للنعاس اثناء فترة الاستيقاظ. والغفوة هي شكل من أشكال النوم الثنائي أو عديد الأطوار التي تتطلب فترات نوم أطول، ولسنوات كان العلماء يبحثون في فوائد الغفوة بما في ذلك غفوة الثلاثين دقيقة وكذلك في فترات النوم من ساعة إلى ساعتين، فاُختبر أداء الشخص الغافي عبر مجموعة واسعة من العمليات المعرفية.

## الفوائد
الغفوة الموصوفة لاضطرابات النوم
وقد ثبت أن النعاس المفرط في النهار يمكن تحسينه عن طريق الغفوة في حالة الخدار، باستثناء حالة الخدار لم يثبت أن الغفوة مفيدة للنعاس المفرط في النهار أو في اضطرابات النوم الأخرى.

## الآثار السلبية
قصور النوم
تُعرف حالة التَرنّح وضعف الإدراك والارتباك الذي يحدث عند الاستيقاظ من النوم بقصور النوم، وتقلل هذه الحالة من سرعة المهام المعرفية ولكن ليس لها تأثير على دقة أداء المهمة، ونادرًا ما تستمر اثار قصور النوم أكثر من 30 دقيقة في حالة الحرمان من النوم المسبق.
ارتباط قصور النوم بالمخاطر الصحية لدى كبار السن
أشار البحث الوبائي أن الغفوة تعد كعامل خَطِر للإصابة بالأمراض والوفيات عند كبار السن.
في اضطرابات النوم
بالنسبة لـفرط النوم مجهول السبب، يعاني المرضى عادةً من قصور النوم ولا يشعرون بالانتعاش بعد الغفوة.

## غفوة الطاقة
غفوة الطاقة والمعروفة أيضًا باسم غفوة المرحلة الثانية هي عباره عن نوم قصير لمدة 20 دقيقة أو أقل وتنتهي قبل حدوث نوم الموجة البطيئة العميق وتهدف إلى تنشيط الشخص الغافي، وصاغ مصطلح «غفوة الطاقة» عالم النفس الاجتماعي بجامعة كورنيل جيمس ماس. فتزيد غفوة العشرين دقيقة من اليقظة والمهارات الحركية وقد يوصى بفترات مختلفة لغفوة الطاقة وهي فترات قصيرة جدًا مقارنة بالنوم المنتظم، وتمنع المدة القصيرة الشخص الغافي من النوم لمدة طويلة؛ بحيث يدخل الشخص الغافي جزء الموجة البطيئة من دورة النوم العادية دون أن يتمكن من إكمال الدورة. قد يؤدي دخول نوم الموجة البطيئة العميق والفشل في إكمال دورة النوم الطبيعية إلى ظاهرة تعرف بقصور النوم، حيث يشعر الشخص بالدوار والارتباك وحتى بالنعاس أكثر مما كان عليه قبل بداية الغفوة، ومن أجل تحقيق الأداء الأمثل بعد الغفوة يجب أن تكون المرحلة الثانية من الغفوة محدودة ببداية دورة النوم وتحديدًا مرحلتي النوم  N1و N2 وعادة ما تكون لمدة 18-25 دقيقة. ويأتي التأكيد التجريبي لفوائد هذه الغفوة القصيرة من دراسة جامعة فلندرز في أستراليا حيث تم إعطاء فترات نوم: 5 و10 و 20 و30 دقيقة وقد اتضح أكبر تحسن فوري في مقاييس اليقظة والأداء المعرفي بعد 10 دقائق من النوم، وأظهرت فترات النوم التي تستغرق 20 أو 30 دقيقة دليلا على حدوث قصور النوم بعد الاستيقاظ مباشرة وتحسن في اليقظة بعد مرور أكثر من 30 دقيقة ولكن ليس لمستوى أعلى مما كان علية بعد 10 دقائق من النوم. ويمكن أن يكتشف الأشخاص الذين يأخذون الغفوة القصيرة بانتظام فكرة جيدة عن المدة التي تناسبهم بالإضافة إلى الأدوات والبيئة والموضع والعوامل المرتبطة التي تساعد على تحقيق أفضل النتائج. فتكون غفوة الطاقة فعّالة حتى عندما يسمح جداول المواعيد بالنوم الكامل ليلاً، وأثبت كلاً من ميتسو هاياشي وتاداو هوري أن الغفوة تحسن الأداء العقلي حتى بعد النوم الكامل في الليل.

## غفوة منشطة أو غفوة الكافيين
بُحِث في الغفوة القصيرة المسبوقة بتناول الكافيين من قبل الباحثون البريطانيون، ونَظر هورن ورينر في آثار الهواء البارد والراديو والاستراحة بدون غفوة، والغفوة وحبوب الكافين مقارنة بالدواء الوهمي والغفوة القصيرة المسبوقة بتناول الكافيين على الأشخاص المحرومين من النوم بشكل معتدل، وكانت غفوة الكافيين هي الأكثر فاعلية في تقليل حوادث القيادة والنعاس الذاتي. ويأخذ الكافيين في القهوة ما يصل إلى نصف ساعة للحصول على تأثير التنبيه وبالتالي فإن الغفوة القصيرة (أقل من 15 دقيقة) لن تتأثر إذا نام الشخص على الفور بعد شرب القهوة.

## الغفوة المنتظمة كأسلوب حياة
تتضمن فكرة معاصرة تسمى بالنوم الثنائي أو عديد الأطوار بالنوم لفترات قصيرة بدلًا من أخذ غفوة قصيرة لفترات متباعدة بانتظام. وقامت سارة مدنيك، باحثة في النوم، بعمل بحث في آثار الغفوة بتضمين فصل بعنوان «أقصى غفوة» في كتابها:(خذ غفوة!). وردًا عن أسئلة القراء حول جدول uberman (جدول نوم حيث ينام الشخص لمدة 30 دقيقة كل أربع إلى ست ساعات) للنوم المتعدد الأطوار علقت على النحو التالي:«تعتمد هذه الممارسة على فرضية واحدة مهمة وهي أن إيقاعاتنا البيولوجية قابلة للتكيف، وهذا يعني أنه يمكننا تدريب آلياتنا الداخلية ليس فقط عند النوم والاستيقاظ ولكن أيضا عند الشعور بالجوع والحصول على الطاقة لممارسة الرياضة وأداء الأنشطة العقلية، ويستنتج من هذه الفرضية هو أن لدينا القدرة على تنظيم المزاج والتمثيل الغذائي ودرجة حرارة الجسم الأساسية والغدد الصماء والاستجابة للضغط وكل شيء داخل الجسم...»